# Jan Cuppen
Johannes (Jan) Cuppen (Escharen, gedoopt 19 mei 1804 – aldaar, 24 december 1885) was een Nederlandse burgemeester.
Jan Cuppen was een zoon van Mathijs Cuppen, raadslid en wethouder in Escharen, en Maria van de Wiggelaar. Hij werd in 1870 benoemd tot burgemeester van de gemeente Escharen. In  1876 en 1882 werd zijn ambtsperiode verlengd.
Cuppen trouwde op 17 januari 1833 met Lamberdina Poels uit Overloon. Samen hadden ze 6 kinderen, waaronder Lambertus Cuppen, die hem opvolgde als burgemeester. Hij was naast burgemeester ook landbouwer.